# ذباح هربسي
الذباح الهربسي أو الخناق الحلائي أو الذباح الحلائي (بالإنجليزية: Herpangina)‏ وتترجم حرفيًا إلى هربنجاينا، وهيَ عدوى مؤلمة في الفم يتسبب بها فيروس كوكساكي.
في العادة تتسبب في المرض سلالة معينة من فيروس كوكساكي أ (و مصطلح فيروس الخناق الحلائي يعود على الكوكساكي أ)، لكن يمكن التسبب به أيضا من فيروس كوكساكي ب أو فيروس إيكو.
معظم الإصابات تحدث في الصيف ، ويصيب الأطفال بشكل أساسي، ومع ذلك يحدث أحيانا لليافعين والبالغين.
و تم تشخيصه لأول مرة عام 1920.

## مظهر المرض
مع أن الخناق الحلائي يمكن أن يحدث دون أعراض، فالأعراض المرتبطة به في العادة هي ارتفاع الحرارة أو الحمى وألم الحلق.
عدد صغير من الأماكن المتضررة (عادة 2-6) تظهر في مؤخرة الفم، بالتحديد في الحنك الرخو أو اللوزتين.
الإصابات تتبدّل في البداية من بقع حمراء إلى حويصلات وأخيرا إلى تقرحات والتي يمكن أن تكون 2-4 ملم في الحجم. وتشفى في 7-10 أيام.
حسب علم الأنسجة تظهر الخلايا الطلائية علامات استسقاء داخل الخلية وخارج الخلية.

## التسمية
يشتق مصطلح من (herp) اليوناني، الزاحف، شبيه الثعبان، ومن اللاتينية (angina) التي تعني حرفيا «التهاب أو تورم في الحلق أو جزء من الحلق، وخاصة التهاب اللوزتين».

## المظاهر السريرية
- الأكثر شيوعا أنه يصيب الرضع والأطفال الصغار.
- يحدث عادة خلال فصل الصيف.
- ينتشر عادة عن طريق فموي شرجي أو عن طريق الرذاذ التنفسي.
- يستمر التعب والإرهاق حوالي 3-4 أيام بعد العلاج.

## الأعراض
تشمل الأعراض حمى مفاجئة مع التهاب في الحلق، والصداع، وفقدان الشهية، وآلام الرقبة في كثير من الأحيان.
خلال يومين من البداية تتشكل كتل رمادية بمتوسط أربعة أو خمسة (ولكن في بعض الأحيان تصل إلى عشرين) 1-2 مم وتتطور إلى الحويصلات مع لون أحمر حولها، وعلى مدى 24 ساعة هذه تصبح تقرحات سطحية، ونادرا ما تكون أكبر من 5 مم، التي تشفى وتختفي في 1-7 أيام. غالبا ما تظهر هذه الإصابات على الأعمدة اللوزية (المتاخمة للاللوزتين)، ولكن أيضا على الحنك الرخو واللوزتين ولهاة الحلق أو اللسان.
التشخيص يمكن أن يستنتج من العلامات السريرية والأعراض، ويتكون العلاج من مقللات لعدم الراحة من الأعراض.

## العلاج
عادة ما يكون العلاج داعم فقط ومخفف للأعراض  ، حيث أن المرض محدود ذاتيا بدورة يمر بها وينهيها، وعادة ما يأخذ مجراه الطبيعي في أقل من أسبوع.
ينصح بشرب المشروبات الباردة، وخاصة الحليب وتناول المثلجات. أما المشروبات الساخنة أو ذات الحموضة العالية هي التي ينبغي تجنبها.
لا توجد أدوية مضادة للفيروسات لكوكساكي أ أو الفيروسات المعوية الأخرى.

## روابط خارجية
- Herpangina